# Lucky (라이즈의 노래)
"Lucky"는 대한민국의 보이 밴드 라이즈의 곡이다. 2024년 7월 29일 디지털로 발매되었고, 이어서 9월 5일 CD 싱글로 발매되었으며, B-side 트랙인 "Be My Next"와 "Same Key"가 함께 수록되었다. 라이즈의 첫 번째 오리지널 일본어 싱글이며, 전체적으로는 두 번째 일본어 싱글이다. SM 엔터테인먼트와 유니버설 뮤직 재팬을 통해 발매된 "Lucky"는 일본에서 오리콘 싱글 차트와 오리콘 종합 싱글 차트에서 1위를 차지했으며, 빌보드 재팬 핫 100에서는 2위에 올랐다.

## 배경 및 발매
2024년 1월, 라이즈는 "Love 119"의 일본어 버전을 발매하며 일본에 데뷔했다. 5월 20일, "Lucky" 발매 소식은 라이즈의 첫 EP인 RIIZING의 티저 캘린더에 포함되었다.
"Lucky"의 B-side 트랙 중 하나로 나중에 포함된 "Same Key"는 7월 13일 TV 아사히 드라마 미니시리즈 메이크업 위드 머드(Makeup with Mud)의 사운드트랙의 일부로 발매되었다. 이는 라이즈의 첫 번째 사운드트랙 참여였다.
SM 엔터테인먼트는 7월 23일 "Lucky"가 7월 29일 월요일에 디지털로 발매되고, 이어서 9월 5일에 음반으로 발매될 것이라고 공식적으로 발표했다. 라이즈의 "공식" 일본 데뷔 곡으로 홍보되었으며, 첫 오리지널 일본어 싱글이다.

## 구성
"Lucky"는 경쾌한 기타와 리드미컬한 드럼이 특징인 펑크 팝 곡으로, "대담하게 사랑을 쟁취하는" 가사가 담겨 있다. 가사는 로버트 하볼린, 벤야민 잉그로소 그리고 타카하시 시호가 썼으며, 하볼린과 잉그로소가 작곡을 맡았고 하볼린이 편곡에 기여했다. "Lucky"는 2분 47초 길이이며, 마장조 키에 템포는 분당 113비트이다.

## 상업적 성과
오리콘 싱글 차트에서 9월 8일 마감된 추적 주에 213,000장을 판매하며 1위로 진입했다. 오리콘 종합 싱글 차트에서도 9월 8일 마감된 주에 1위로 데뷔했다. 빌보드 재팬의 빌보드 재팬 핫 100에서 "Lucky"는 9월 11일 발표된 차트에서 2위를 기록했다.
"Lucky"는 2024년 9월호 월간 오리콘 싱글 차트에서 322,872장의 추정 판매량을 기록하며 2위를 차지했으며, 250,000장 이상 판매되어 일본레코드협회로부터 플래티넘 인증을 받았다.

## 뮤직 비디오
"Lucky"의 뮤직 비디오는 발매 전날 SM 엔터테인먼트 공식 유튜브 채널에 공유된 17초 티저 영상에서 처음 공개되었다. 뮤직 비디오는 7월 29일에 음원과 동시에 공개되었다. 조준코가 감독한 이 뮤직 비디오는 라이즈이 다채로운 의상을 입고 유머러스한 특수 효과와 함께 노래 안무를 선보이는 모습을 담고 있다.
두 번째 뮤직 비디오는 9월 6일 드림웍스 애니메이션의 트롤 브랜드와 협업하여 공개되었다. "굿 럭 트롤 버전(Good Luck Trolls ver.)"이라는 제목의 이 애니메이션 뮤직 비디오는 라이즈 멤버들을 트롤 인형으로 묘사한다.

## 라이브 공연
곡 발매를 홍보하기 위해 TV 아사히는 9월 28일과 10월 5일에 걸쳐 라이즈 서프라이즈 라이브(Riize Surprise Live)라는 제목의 2주간 특집 프로그램을 방영했다. 이 프로그램은 라이즈이 "Lucky"를 포함하여 다양한 곡을 공연하는 것으로 구성되었다. 또한 8월 5일 TBS 텔레비전의 CDTV 라이브! 라이브!에서 공연했다.
라이즈의 2024년 RIIZING 팬 콘서트 투어의 세트리스트에도 추가되었는데, 곡 발매 후 첫 공연인 7월 30일 일본 요코하마 공연부터 시작되었다. 일본 외 공연을 포함하여 남은 투어 기간 동안 세트리스트에 유지되었다.

## 트랙 목록
싱글의 라이너 노트에서 발췌한 트랙 목록.
| #            | 제목           | 작사                                                    | 작곡                   | 편곡         | 재생 시간 |
| ------------ | -------------- | ------------------------------------------------------- | ---------------------- | ------------ | --------- |
| 1.           | 〈Lucky〉      | 로버트 하볼린 벤야민 잉그로소 타카하시 시호             | 하볼린 잉그로소        | 하볼린       | 2:47      |
| 2.           | 〈Be My Next〉 | 스티안 나이해머 올슨 좁 판게마난 맥스 드레이젠 하세가와 | 올슨 판게마난 드레이젠 | 올슨         | 3:19      |
| 3.           | 〈Same Key〉   | 패스트 레인                                             | 패스트 레인            | 패스트 레인  | 4:03      |
| 총 재생 시간 | 총 재생 시간   | 총 재생 시간                                            | 총 재생 시간           | 총 재생 시간 | 10:09     |

## 크레딧 및 인원
싱글 라이너 노트에서 발췌한 크레딧.
스튜디오
- SM 오베 스튜디오 - 녹음 (트랙 1)
- SM 드롭렛 스튜디오 - 녹음 (트랙 1-2)
- 둡둡 스튜디오 - 녹음, 디지털 편집 (모든 트랙)
- SM 빅 샷 스튜디오 - 녹음 (트랙 2)
- 사운드 풀 스튜디오 - 녹음 (트랙 3)
- SM 웨이블릿 스튜디오 - 디지털 편집 (트랙 2), 믹스 엔지니어링 (트랙 3)
- SM 블루 오션 스튜디오 - 믹싱 (트랙 1)
- SM 블루 컵 스튜디오 - 믹싱 (트랙 2)
- SM 콘서트 홀 스튜디오 - 믹싱 (트랙 3)
- 스털링 사운드 - 마스터링 (모든 트랙)

인원
- SM 엔터테인먼트 - 이그제큐티브 프로듀서
- 이상민 - 총괄 감독
- 김형국 - 총괄 감독
- 라이즈 - 보컬 (모든 트랙)
- 로버트 하볼린 - 작사, 작곡, 편곡, 배경 보컬 (트랙 1)
- 벤야민 잉그로소 - 작사, 작곡, 배경 보컬 (트랙 1)
- 스티안 나이해머 올슨 - 작사, 작곡, 편곡, 기악 (트랙 2)
- 좁 판게마난 - 작사, 작곡 (트랙 2)
- 맥스 드레이젠 - 작사, 작곡 (트랙 2)
- 타카하시 시호 - 작사 (트랙 1)
- 하세가와 - 작사 (트랙 2)
- 패스트 레인 - 작사, 작곡, 편곡 (트랙 3)
- 종한 - 배경 보컬, 보컬 디렉션 (모든 트랙)
- 아키라 - 배경 보컬 (트랙 2)
- 김효준 - 녹음 (트랙 1)
- 김주현 - 녹음 (트랙 1-2)
- 권유진 - 녹음, 디지털 편집 (트랙 1, 3)
- 이민규 - 녹음 (트랙 2)
- 우민정 - 녹음 (트랙 3)
- 강은지 - 디지털 편집 (트랙 2), 믹스 엔지니어링 (트랙 3)
- 장우영 - 디지털 편집 (트랙 2)
- 김철순 - 믹싱 (트랙 1)
- 정의석 - 믹싱 (트랙 2)
- 진남궁 - 믹싱 (트랙 3)
- 크리스 게링어 - 마스터링 (모든 트랙)

## 차트
| 차트 (2024)              | 최고 순위 |
| ------------------------ | --------- |
| 일본 (재팬 핫 100)       | 2         |
| 1                        |           |
| 일본 합산 싱글 (오리콘)  | 1         |
| 대한민국 다운로드 (써클) | 136       |

| 차트 (2024)   | 순위 |
| ------------- | ---- |
| 일본 (오리콘) | 2    |

| 차트 (2024)                     | 순위 |
| ------------------------------- | ---- |
| 일본 톱 싱글 판매 (빌보드 재팬) | 30   |
| 일본 (오리콘)                   | 26   |

## 인증
| 국가                       | 인증        | 판매량/출하량 |
| -------------------------- | ----------- | ------------- |
| 일본 (RIAJ)                | 1× 플래티넘 | 250,000^      |
| ^출하량을 기반으로 한 인증 |             |               |

## 발매 역사
| 지역      | 날짜            | 형식                     | 레이블               |
| --------- | --------------- | ------------------------ | -------------------- |
| 여러 지역 | 2024년 7월 29일 | 디지털 다운로드 스트리밍 | SM EMI 유니버설 재팬 |
| 일본      | 2024년 9월 5일  | CD                       | SM EMI 유니버설 재팬 |

## 같이 보기
- 2024년 오리콘 1위 싱글 목록